# Chiesa di San Pietro (Malmö)
La chiesa di San Pietro di Malmö (in svedese Sankt Petri kyrka) è una grande chiesa luterana situata a Malmö.
La sua costruzione iniziò nel 1319. È costruita in stile gotico ed ha una torre alta 105 metri.